# What’s My Name
What’s My Name — двадцатый студийный альбом британского музыканта Ринго Старра, выпущенный 25 октября 2019 года через Roccabella на Universal Music Enterprises. Этот релиз снова был записан в домашней студии Старра, Roccabella West. В нём приняли участие Джо Уолш, Бенмонт Тенч, Эдгар Винтер, Стив Люкатер, Ричард Пэйдж и Уоррен Хэм. Также альбом включает в себя кавер-версию песни Джона Леннона «Grow Old with Me», в которой Старр пригласил спеть и сыграть на басу Пола Маккартни и перепевку песни Motown «Money (That’s What I Want)», ранее записанную The Beatles.

## Запись и написание песен
Некоторые песни были написаны совместно с вышеуказанными исполнителями, опираясь на комментарии Старра. Заглавный трек и первый сингл «What’s My Name» был сочинён Колином Хэем и назван от скандирования, которое Старр использовал на концертах. «Gotta Get Up to Get Down» Старр написал вместе со своим шурином Джо Уолшем после суждения, которое Старр сделал во время ужина с Клаусом Форманом, а «Thank God for Music» Старр сочинил вместе с Сэмом Холландером. Затем Сэм единолично написал песню «Better Days», основываясь на интервью, которое дал Rolling Stone. Песня «Magic» — результат сотрудничества Старра со Стивом Люкатером, с которым ранее работал над своими двумя предыдущими студийными альбомами.
Альбом был записан в домашней лос-анджелесской студии, Roccabella West, поскольку Старр сказал, что больше не «хочет быть в старомодной студии звукозаписи» и что ему «надоели большие стеклянные стены и перегородки», подметив что «запись дома положительно повлияли на него самого и на его музыку.»

## Выпуск и оценка критиков
What’s My Name бы выпущен 25 октября 2019 и получил смешанные отзывы. Райан Дейли из NME прокомментировал, что альбом «побуждает продолжить слушать, чтобы узнать, сможете ли вы прослушать его первую песню, не сгорев от стыда из-за происходящего.». Рецензент Allmusic Стивен Томас Эрлевайн отметил, что «несмотря на лучшие побуждения [альбома], он глуп/простоват»
| Совокупная оценка | Совокупная оценка |
| Источник          | Оценка            |
| ----------------- | ----------------- |
| Metacritic        | 61/100            |
| Оценки критиков   |                   |
| Источник          | Оценка            |
| AllMusic          | [ 5 ]             |
| NME               | [ 4 ]             |

## Список композиций
| №                   | Название                      | Автор(ы)                      | Длительность |
| ------------------- | ----------------------------- | ----------------------------- | ------------ |
| 1.                  | «Gotta Get Up to Get Down»    | Ричард Старки , Джо Уолш      | 4:20         |
| 2.                  | «It's Not Love That You Want» | Старки Дэйв Стюарт            | 3:34         |
| 3.                  | «Grow Old with Me»            | Джон Леннон                   | 3:18         |
| 4.                  | «Magic»                       | Старки Стив Люкатер           | 4:09         |
| 5.                  | «Money (That's What I Want)»  | Джени Бредфорд Берри Горди    | 2:56         |
| 6.                  | «Better Days»                 | Сэм Холландер                 | 2:49         |
| 7.                  | «Life Is Good»                | Старки Гэри Барр              | 3:11         |
| 8.                  | «Thank God for Music»         | Старки Грэнт Майклс Холландер | 3:38         |
| 9.                  | «Send Love Spread Peace»      | Старки Гэри Николсон          | 2:58         |
| 10.                 | «What's My Name»              | Колин Хэй                     | 3:45         |
| Общая длительность: | Общая длительность:           | Общая длительность:           | 34:00        |

## Чарты
| Чарт (2019)                       | Высшая позиция |
| --------------------------------- | -------------- |
| Австрия (Ö3 Austria)              | 43             |
| Бельгия/Фландрия (Ultratop)       | 121            |
| Чехия (ČNS IFPI)                  | 34             |
| Франция (SNEP)                    | 128            |
| Германия (Offizielle Top 100)     | 40             |
| Япония (Oricon)                   | 49             |
| Шотландия (Scottish Albums Chart) | 43             |
| Испания (PROMUSICAE)              | 39             |
| Швейцария (Schweizer Hitparade)   | 50             |
| Великобритания (UK Albums Chart)  | 99             |
| США (Billboard 200)               | 127            |